# Asgrauwe kaaszwam
De asgrauwe kaaszwam (Postia tephroleuca) is een zwam uit de familie Dacryobolaceae. In Nederland en België komt de soort algemeen voor. 

## Naamgeving
De wetenschappelijke naam is voor het eerst gepubliceerd in 1821 door Elias Magnus Fries als Polyporus tephroleucus. In 1827 werd de soort door Kurt Sprengel echter in het geslacht Boletus geplaatst. In 1886 werd de soort opnieuw tot een ander geslacht gerekend, deze keer tot het geslacht Leptoporus door Lucien Quélet. In de tussenliggende jaren is de soort meerdere malen van wetenschappelijke naam veranderd. In 1888 rekende Petter Adolf Karsten de soort weer tot het geslacht Bjerkandera. In datzelfde jaar werd de soort door Pier Andrea Saccardo wederom ingedeeld bij het geslacht Polyporus. In 1890 werd de soort weer ingedeeld onder het geslacht Bjerkandera, ditmaal onder de wetenschappelijke naam Bjerkandera cinerata door Petter Adolf Karsten. In 1933 schoof de soort nogmaals door, deze keer naar het geslacht Tyromyces. In 1982 schoof de soort door naar het geslacht Postia onder de wetenschappelijke naam Postia tephroleuca. Sinds 1985 wordt de asgrauwe kaaszwam gerekend tot het geslacht Oligoporus onder de naam Oligoporus tephroleucus. Er is geen consensus of Oligoporus tephroleucus of Postia tephroleuca de geaccepteerde wetenschappelijke naam is.

## Kenmerken

### Uiterlijke kenmerken
Het vruchtlichaam is eenjarig en heeft een knolachtige vorm. De hoed is tussen de 4 en de 10 centimeter lang, tussen de 2 en 5 centimeter breed en is 2 tot 4 centimeter dik en heeft een scherpe rand. De bovenkant van de hoed heeft een gladde tot licht viltige textuur en heeft een witachtige kleur die kan variëren van wit tot grijsgeel tot grijsbruin. De buisjes zijn tussen de 6 en de 10 millimeter lang en hebben een witte kleur. De sporenprint is wit, net zoals het vlees. De poriën hebben een witte kleur en zijn rond tot hoekig van vorm. Tussen de poriën zit een afstand van tussen de 4 en de 5 millimeter. De smaak is niet bitter.

### Microscopische kenmerken
De sporen zijn cilindrisch, licht gebogen, vaak met twee polaire druppels, kleurloos, inamyloïde en meten 4,3–5,5 x (1,1) 1,5–2,2 μm (Q=2,2-3).

## Verspreiding
De soort is een saprofiet die leeft op boomstammen van loofbomen onder andere van eiken, berken en de es. De soort komt voornamelijk voor in Europa maar ook in Japan. Sporadisch wordt de asgrauwe kaaszwam langs de kust in de Verenigde Staten waargenomen en op een enkele plek in Rusland.

## Foto's

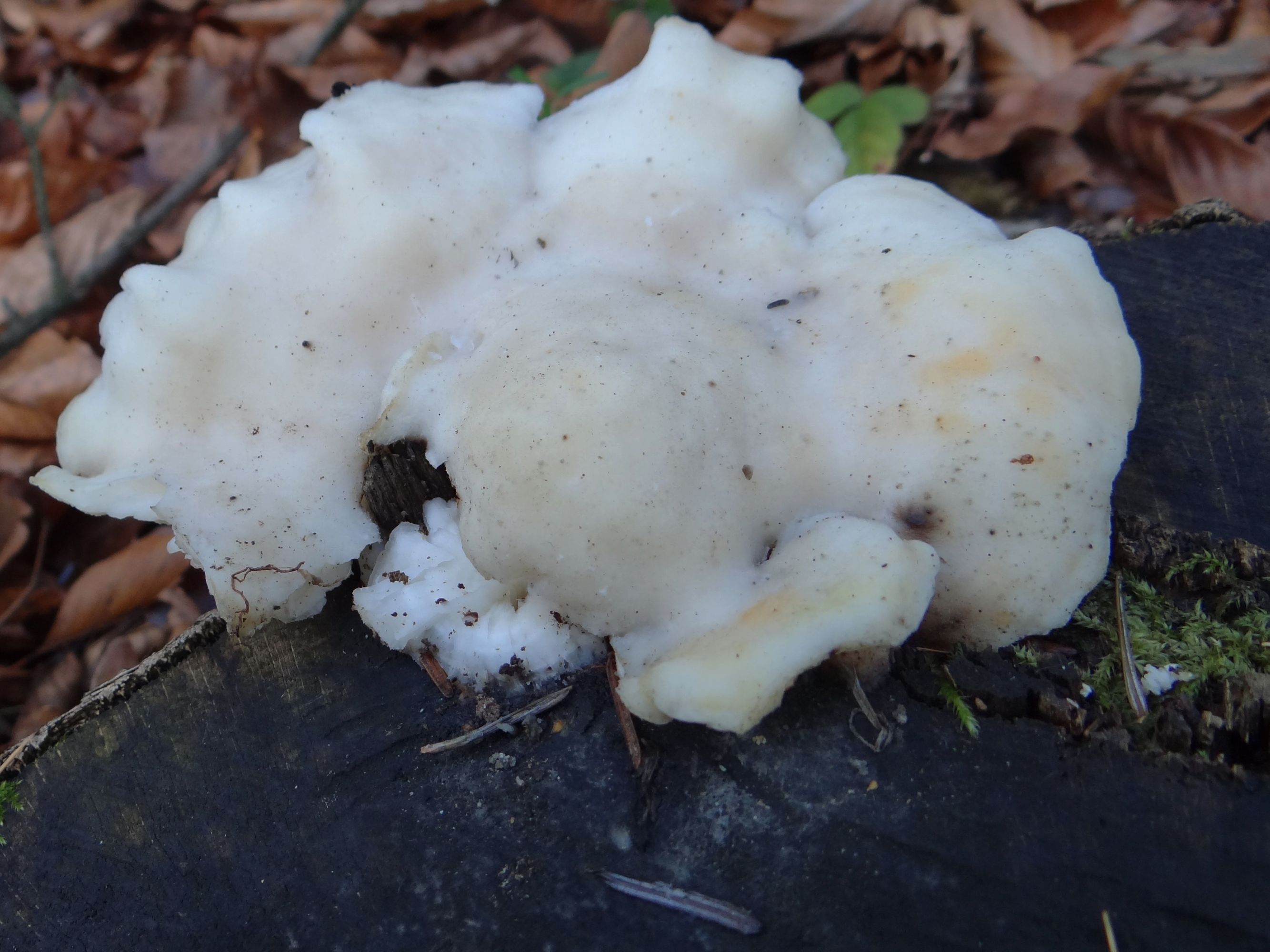
Bovenaanzicht
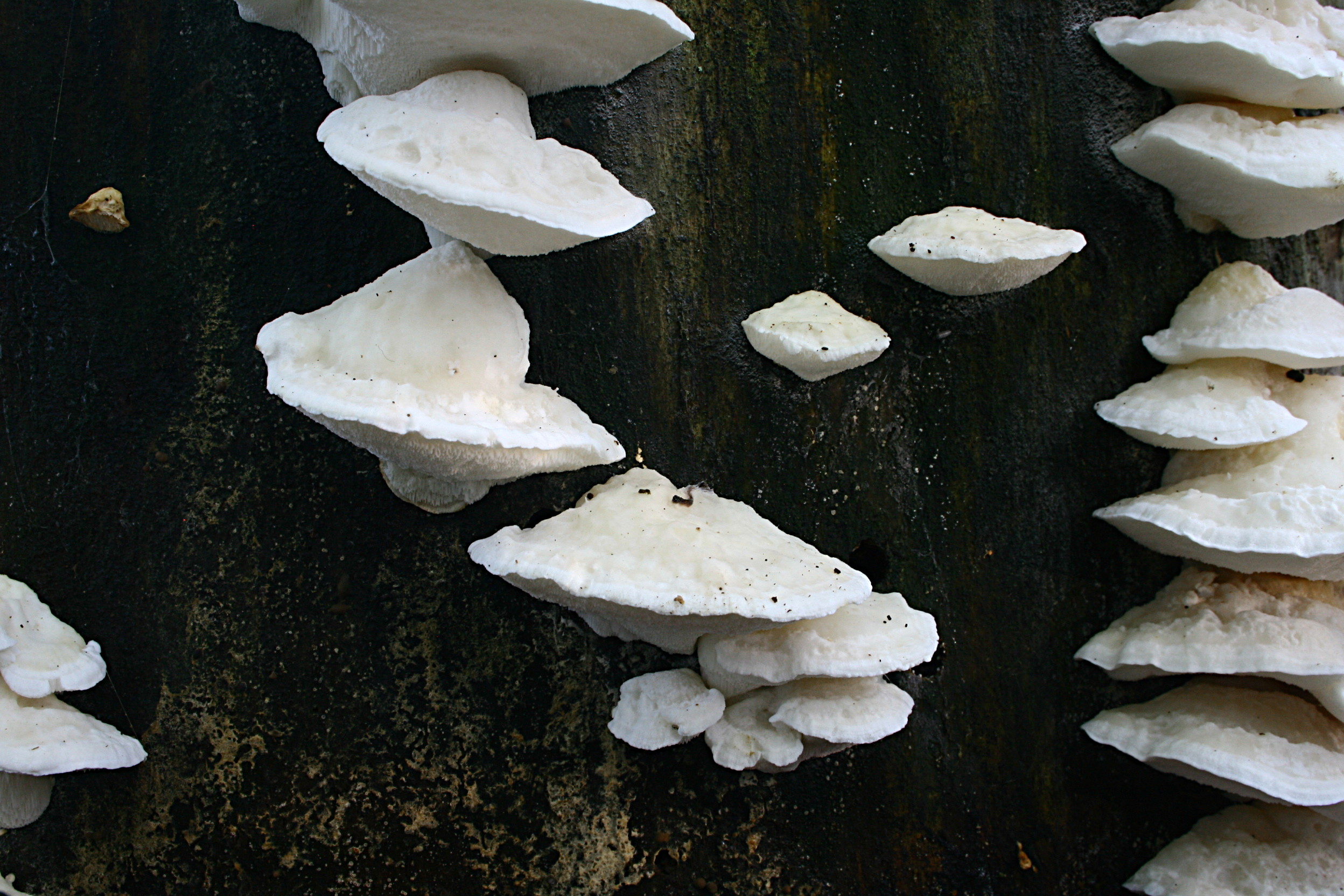
Zijaanzicht
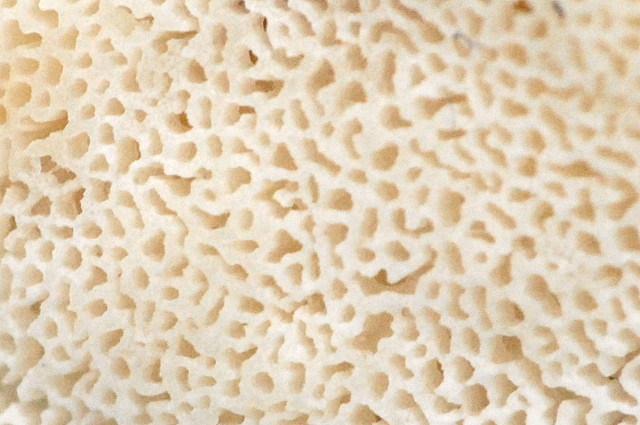
Porien